# David Jonathan Gross
David Jonathan Gross (* 19. února 1941 ve Washingtonu, D.C.) je americký fyzik a strunový teoretik. Spolu s Frankem Wilczekem a Davidem Politzerem byl v roce 2004 odměněn Nobelovou cenou za fyziku za jejich objev asymptotické volnosti kvarků.
V roce 1973 pracoval Gross jako mladý, 31letý profesor fyziky na Princetonské univerzitě. Spolu se svým prvním, 21letým postgraduálním studentem Frankem Wilczekem objevili asymptotickou volnost, podle které se síla silné interakce mezi barevnými kvarky zeslabuje až k nule, pokud se kvarky k sobě přibližují. Velmi blízké kvarky se chovají jako volné částice. Tento výpočet, který nezávisle provedl i David Politzer na Harvardově univerzitě, byl klíčový pro rozvoj kvantové chromodynamiky, tedy teorie interakcí mezi kvarky.
Gross s Jeffem Harveyem, Emilem Martincem a Ryanem Rohmem (čtyřka přezdívaná Princetonské smyčcové kvarteto) také objevili v roce 1985 heterotickou teorii strun.

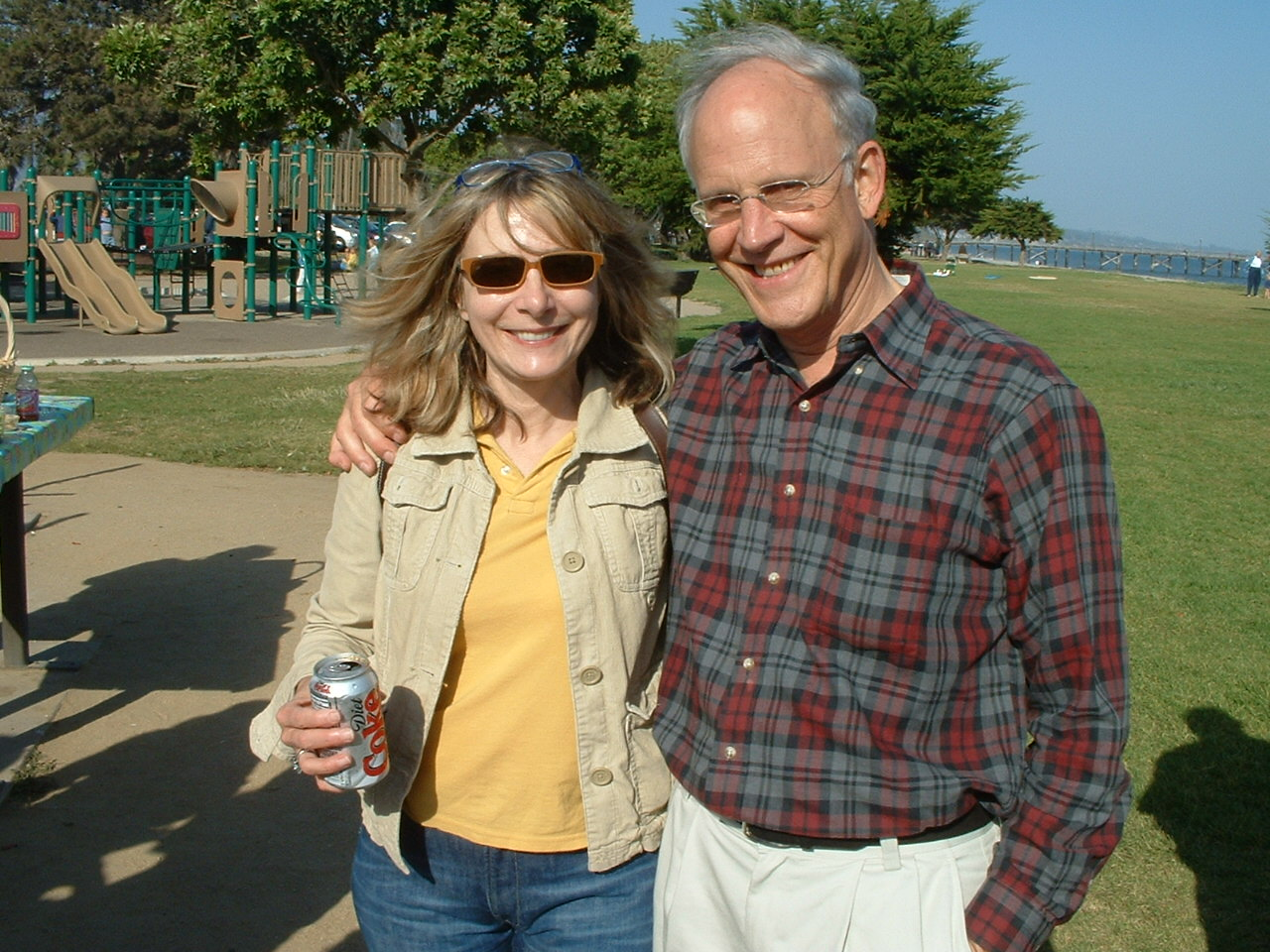
David Gross se ženou v Santa Barbaře

Gross získal bakalářský a magisterský titul na Hebrejské univerzitě v Jeruzalémě. Doktorát PhD mu udělila Kalifornská univerzita v Berkeley v roce 1966. Na Harvardu pracoval jako Junior Fellow, aby pak přešel na Princetonskou univerzitu, kde byl profesorem do roku 1997. Mezi Grossovými oceněními najdeme stipendium MacArthurovy nadace z roku 1987, Diracovu medaili z roku 1988. V současné době je Gross ředitelem Kavliho institutu pro teoretickou fyziku v kalifornské Santa Barbaře, kde také drží Gluckovo předsednictví mezi teoretickými fyziky.